# Дягилев, Павел Павлович
Па́вел Па́влович Дя́гилев (11 июня 1848, Санкт-Петербург — 20 июля 1914, Петергоф) — начальник Одесской местной бригады, генерал-лейтенант. Брат Анны Философовой, отец Сергея Дягилева.

## Биография
Происходил из потомственных дворян Московской губернии. Сын отставного чиновника Министерства государственных имуществ Павла Дмитриевича Дягилева (1808—1883), мецената, крупного землевладельца и заводчика Пермской губернии, и Анны Ивановны Сульменевой (1818—1888).
Воспитывался в 1-й Санкт-Петербургской гимназии, однако курса не окончил. В 1867 году окончил Николаевское кавалерийское училище, был выпущен корнетом в Кавалергардский полк.
Чины: поручик (1871), штабс-ротмистр (1872), ротмистр (1876), полковник (1878), генерал-майор (1894), генерал-лейтенант (1906).
В течение трех лет командовал эскадроном Кавалергардского полка, затем полгода — дивизионом. Был Изюмским (1882—1883) и Пермским (1883—1893) уездным воинским начальником. В 1883—1888 годах был командиром Пермской местной бригады.
Впоследствии командовал Ставропольским 74-м пехотным полком (1893—1895), 1-й бригадой 5-й пехотной дивизии (1895), 1-й бригадой 23-й пехотной дивизии (1895—1897), 2-й бригадой 37-й пехотной дивизии (1897—1904). В 1904—1907 годах был начальником Одесской местной бригады. В 1907 вышел в отставку в чине генерал-лейтенанта.
Умер в 1914 году в Петергофе.

## Личная жизнь
Павел Дягилев считался знатоком и ценителем музыки. Обладая хорошим тенором, участвовал в домашних музыкальных спектаклях в концертах.
Первая жена (с 1871) — Евгения Николаевна Евреинова (1848—1872), племянница писателя В. Н. Хитрово. Умерла вскоре после рождения сына:
- Сергей, знаменитый театральный деятель, импресарио.

Вторая жена (с 1874) — Елена Валериановна Панаева (14.10.1852—1919), дочь известного публициста В. А. Панаева. Их дети:
- Валентин (1875—1929), выпускник Николаевского инженерного училища, генерал-майор Генштаба. Служил в РККА. В 1928 году был приговорен к расстрелу с заменой на 10 лет заключения в Соловецком лагере. В 1929 был обвинен в подготовке вооруженного восстания и побега, и расстрелян[2].
- Юрий (1878—1957), отставной сотник лейб-гвардии Казачьего полка, земский начальник в Валдайском уезде Новгородской губернии. Музыкант-любитель, художественный критик. В 1926 году был лишен избирательных прав[3], в 1931 — выслан в Сибирь.

В 1890 году Пермский суд объявил Павла Дягилева несостоятельным должником.

## Награды
- Орден Святой Анны 3-й ст. (1878)
- Орден Святого Станислава 2-й ст. (1886)
- Орден Святой Анны 2-й ст. (1889)
- Орден Святого Владимира 3-й ст. (1897)
- Орден Святого Станислава 1-й ст. (1901)

Иностранные:
- прусский орден Красного орла 4-й степени (1873)
- румынский орден Звезды 3-й степени, большой офицерский крест (1899)
- итальянский орден Святых Маврикия и Лазаря, большой офицерский крест (1903)